# Radiator Springs Racers
Radiator Springs Racers est une attraction faisant partie du quartier Cars Land dans le parc Disney California Adventure, en Californie.

## Le concept
L'attraction représente la troisième génération de la technologie développée pour Test Track par Dynamic Structures, une attraction située à Epcot dans le Walt Disney World Resort. Le thème de Radiator Springs Racers est basé sur la franchise Cars de Disney et Pixar.

## L'attraction
L'attraction représente le budget le plus élevé au sein du Disneyland Resort, elle est l'une des attractions les plus chères jamais construites par Disney et l'une des attractions les plus chère dans un parc à thèmes au monde avec un coût estimé à plus de 200 millions de dollars (145 518 000 d'euros). Cette somme représente à elle seule environ 18 % du plan d’extension du parc Disney California Adventure représentant 1,1 milliard de dollars (727 590 000 d'euros). Tout comme le reste du plan d'expansion de Disney California Adventure sur plusieurs années, l'attraction est annoncée le 17 octobre 2007. Cependant, la première indication de l'attraction et de Cars Land était un concept art publié dans la section Dreaming du rapport annuel 2006 de la Walt Disney Company.
L'attraction accueille les visiteurs dans un véhicule de six personnes avec un briefing en compagnie des personnages Flash McQueen et Doc Hudson. Le circuit est tout d'abord une promenade calme à travers le désert qui tourne mal lorsque le véhicule percute presque Mack le camion. Comme le véhicule se déporte hors du chemin, il rencontre le shérif qui s'apprête à mettre une contravention, mais celui-ci est plutôt impressionné par les habiletés de conduite et invite la voiture pour la grande course. Avant que la course ne commence, Martin invite le véhicule à un tour de tracteur bascule. Malheureusement, Franck la moissonneuse-batteuse se réveille et chasse les intrus hors de sa ferme. Sur le chemin du retour en ville, le véhicule doit être préparé pour la grande course. À ce moment, soit le véhicule va à la « Casa del Tires » de Luigi pour un changement de pneu soit à l'atelier de peinture de Ramone pour un rafraîchissement de peinture. Alors, les passagers se retrouvent au milieu d'une course qui comprend des virages en épingle et les rives escarpées dans la partie extérieure de l'attraction. Ils atteignent la vitesse de pointe et passent à la photo-finish qui sera différente à chaque fois.

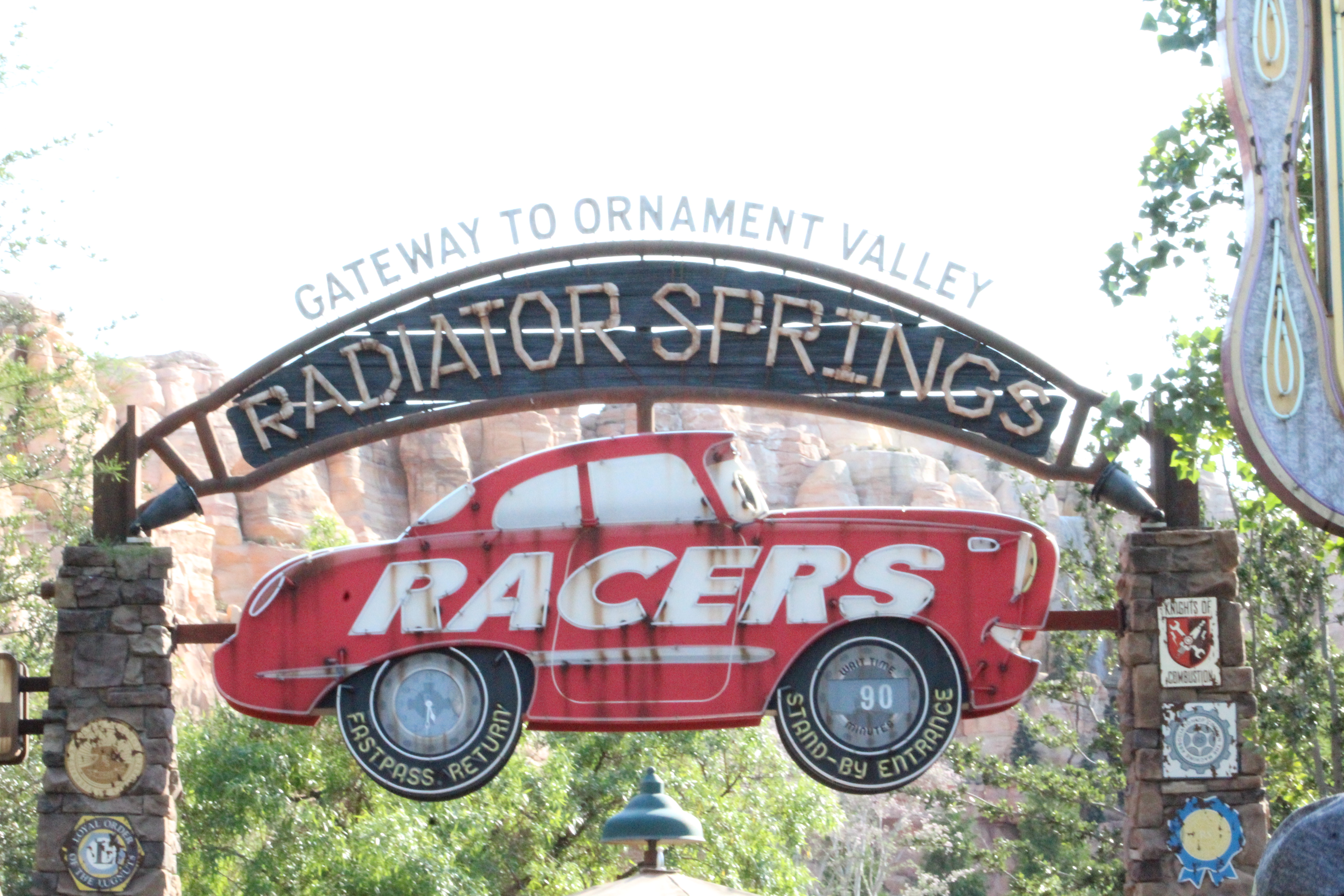
Enseigne de l'attraction
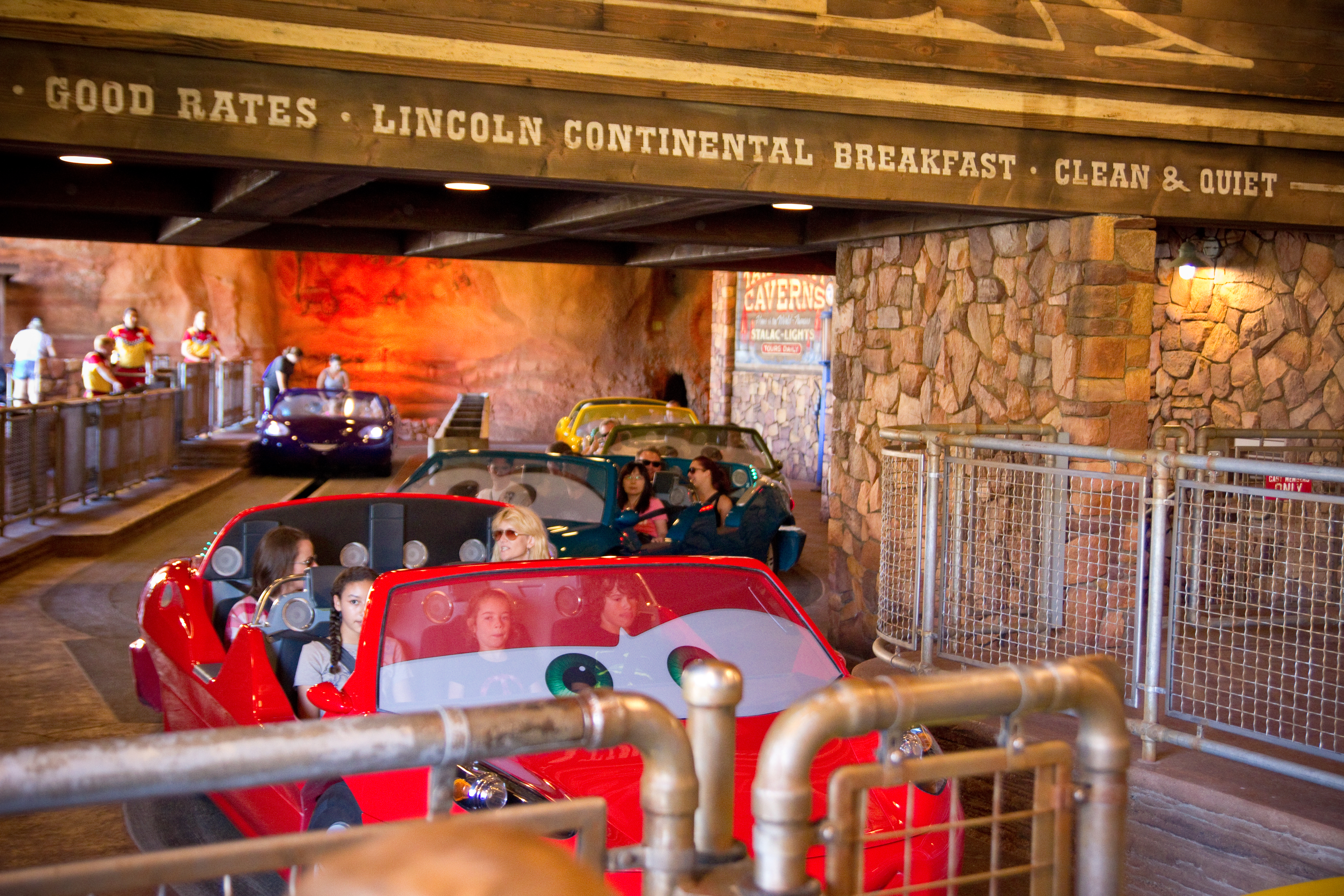
Véhicules en gare
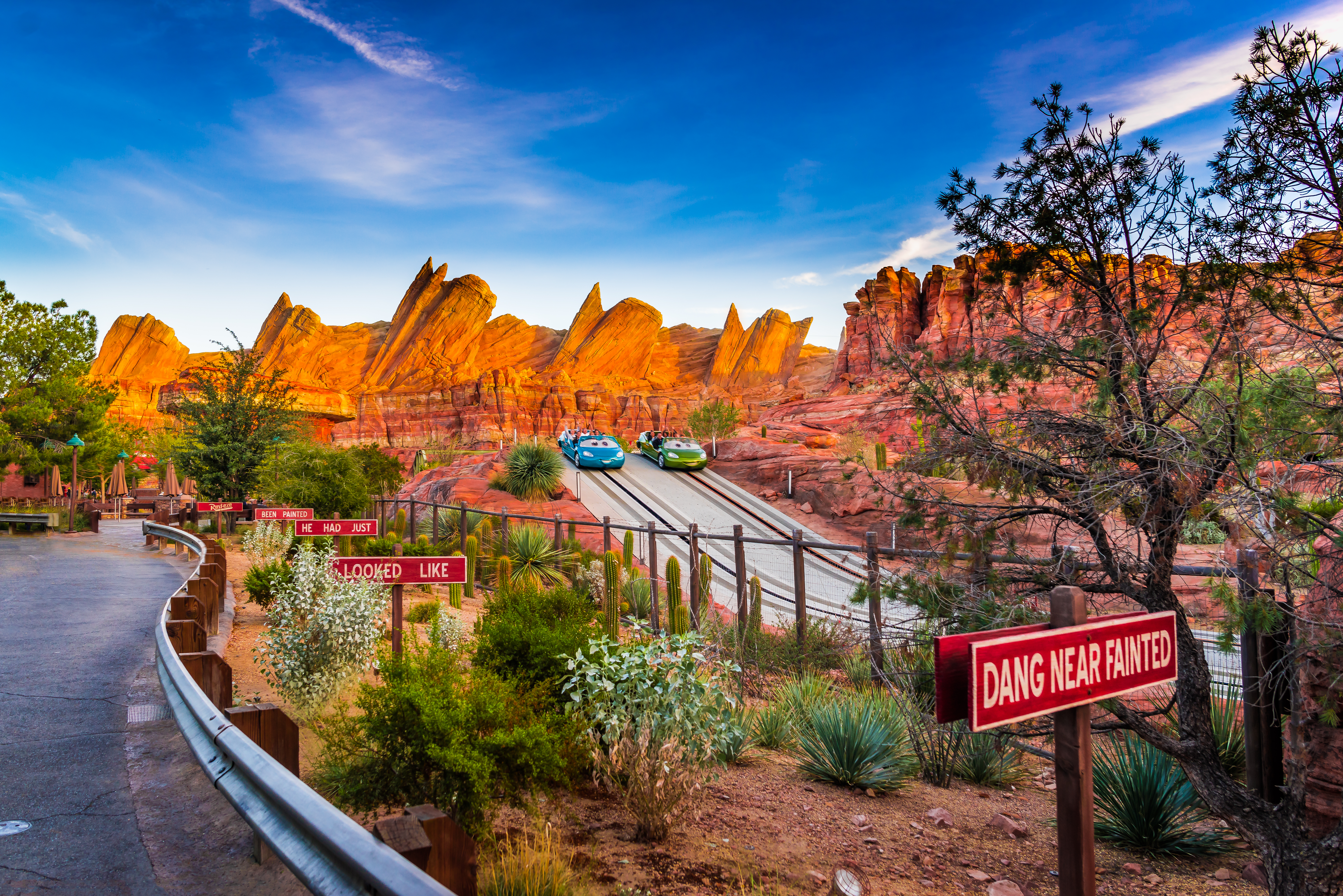
Véhicules sur le parcours
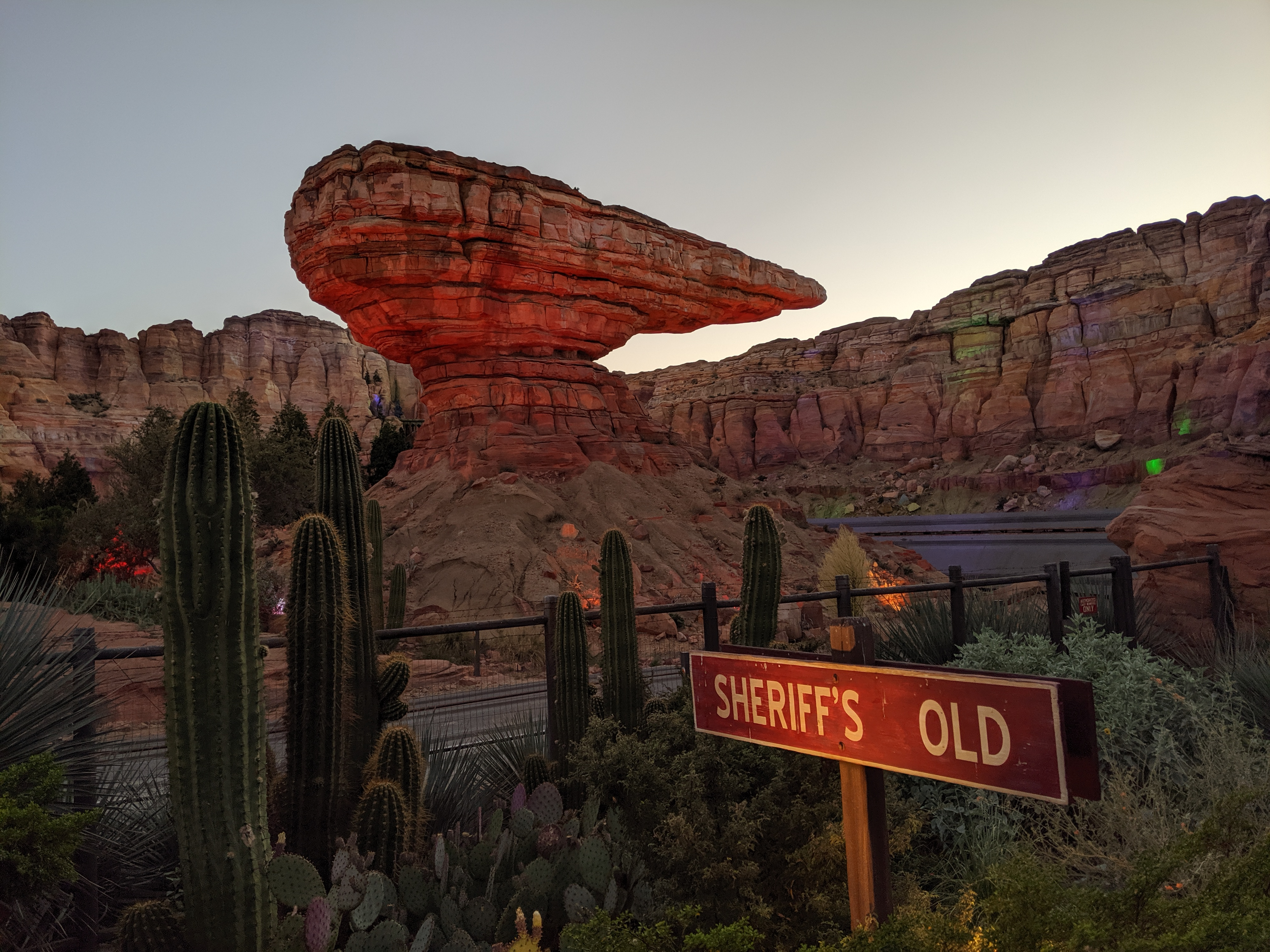
Piste au milieu du décors inspiré de Radiator Springs

## Données techniques
Cette attraction bénéficie du système FastPass
- Ouverture : 15 juin 2012
- Type d'attraction : Parcours scénique automobile
- Situation : 33° 48′ 17″ N, 117° 55′ 07″ O